# Liutgarda de Saxonia

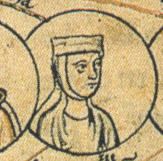
Luitgarda de Saxonia, Chronica Sancti Pantaleonis, Köln, cca. 1237

Liutgarda a fost fiica împăratului Otto I cel Mare cu prima sa soție, Eadgyth (Edith).
În 947, Liutgarda s-a căsătorit cu Conrad cel Roșu, ducele de Lorena. Imperiul lui Otto nu a trecut în mâinile fratelui Liutgardei, Liudolf de Suabia, ci, prin intermedierea celei de a doua soții a lui Otto, Adelaida de Italia, a fost preluat de fiul ei vitreg, Otto al II-lea, iar apoi fiului acestuia, Otto al III-lea. Acesta din urmă a fost succedat de către vărul său (nepot al unuia dintre frații lui Otto I), Henric al II-lea. După moartea acestuia, strănepotul Liutgardei Conrad al II-lea va deveni împărat romano-german, constituind începutul dinastiei Saliene pe tronul imperial.